# Алба-Юлия
А́лба-Ю́лия (рум. Alba Iulia, нем. Karlsburg, слав. Бэлград) или Дью́лафехервар (венг. Gyulafehérvár) — один из самых древних городов Трансильвании и всей Румынии. Расположен в жудеце (уезде) Алба, на реке Муреш, в 270 км к северо-западу от Бухареста. Население — 64 227 жителя (2016).

## История

### Античность
Алба-Юлия имела политический вес уже в глубокой древности. В округе были обнаружены Тэртерийские надписи, в которых американский археолог Мария Гимбутас видит первую в истории письменность. В историческое время здесь находилась столица воинственного племени даков, на месте которой римляне разбили военный лагерь Апулум (Apulum). Этот пункт упоминается античным географом Птолемеем, а развалины его находятся в 10 км от современного города. Благодаря многочисленным раскопкам, местный краеведческий музей богат античными древностями.

### Средние века

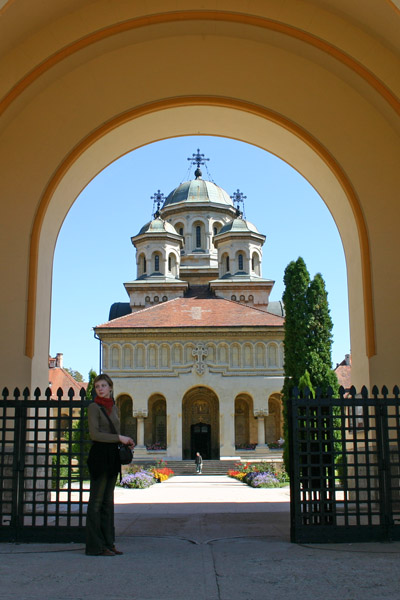
Собор Коронации в Алба-Юлии.

Во времена преобладания в Трансильвании славянских этносов (IX—XI века) город фигурировал в средневековых источниках под славянскими именами Балград или Белград. В 953 году венгерский наместник города Жомбор (Zsombor) принял в Балграде крещение под именем Юлий. Венгерская транскрипция этого имени совпала со старинным титулом «Дьюла» (Gyula, буквально — «воевода»). С XI века Балград входит в состав Венгерского королевства. Балград получил у венгров название «Дьюлафехервар» (Gyulafehérvár, буквально — «Белая крепость Дьюлы»). Что и было переведено на латынь как Алба-Юлия (Alba Iulia, впервые упоминается в такой форме в 1097 году).
В XII—XIII веках в городе возводится католический собор, который потом был перестроен при Яноше Хуньяди; там же и похоронен этот легендарный герой, скончавшийся от чумы. В 1541—1690 гг. Алба-Юлия служила столицей княжества Трансильвания, хотя румыну Михаю Храброму удалось в 1599 году на короткое время объединить под своей властью все три дунайские княжества и короноваться в Алба-Юлии. В память этого события рядом с княжеским дворцом в 1968 году установлен памятник Михаю Храброму.

### Новое время
В XVIII веке внимание на благоустройство Албы-Юлии — одного из самых южных городов габсбургских владений — обратили австрийские Габсбурги. При императоре Карле VI была в 1714 году возведена обширная крепость в форме звезды, по образцу Вобановых укреплений Франции, а сам город получил немецкое имя Карлсбург. Крепость раскинулась на 70 гектарах. Длина всех стен и укреплений по периметру превышает двенадцать километров.
В 1794 г. усилиями епископа из венгерского аристократического рода Батьяни была открыта первая на территории нынешней Румынии библиотека, жемчужиной которой считается созданный при Карле Великом Золотой кодекс из Лорша.
1 декабря 1918 года в Алба-Юлии было объявлено о присоединении Трансильвании к Румынии, а четыре года спустя в местном соборе произошло венчание Фердинанда I на трон объединённого государства.
6 мая 1928 г. в Алба-Юлии прошёл съезд Национал-Царанистской партии (Partidul Național-Țărănesc), возникшей в результате слияния Румынской Национальной партии Трансильвании с Царанистской партей «Старого Королевства». НЦП объявила себя защитницей крестьянских интересов; некоторые её лидеры даже на королевских приёмах появлялись в крестьянской одежде — длинной сермяге навыпуск и в лаптях.
В 1930 году Михай I стал наследником королевского престола с титулом «великий воевода Алба-Юлии».

## Именитые уроженцы
- Александру Борза (1887—1971) — румынский учёный-ботаник.
- Мангел, Эрнст (1800, Алба-Юлия — 13 января 1887, Афины) — венгерский музыкант, композитор и филэллин, руководитель первого военного оркестра революционной Греции и Греческого королевства.
- Игнац фон Борн (26 декабря 1742, Алба-Юлия — 24 июля 1791, Вена) — австрийский минералог и металлург, ведущий немецкий учёный 1770-х годов.